# Warenhaus Potsdam

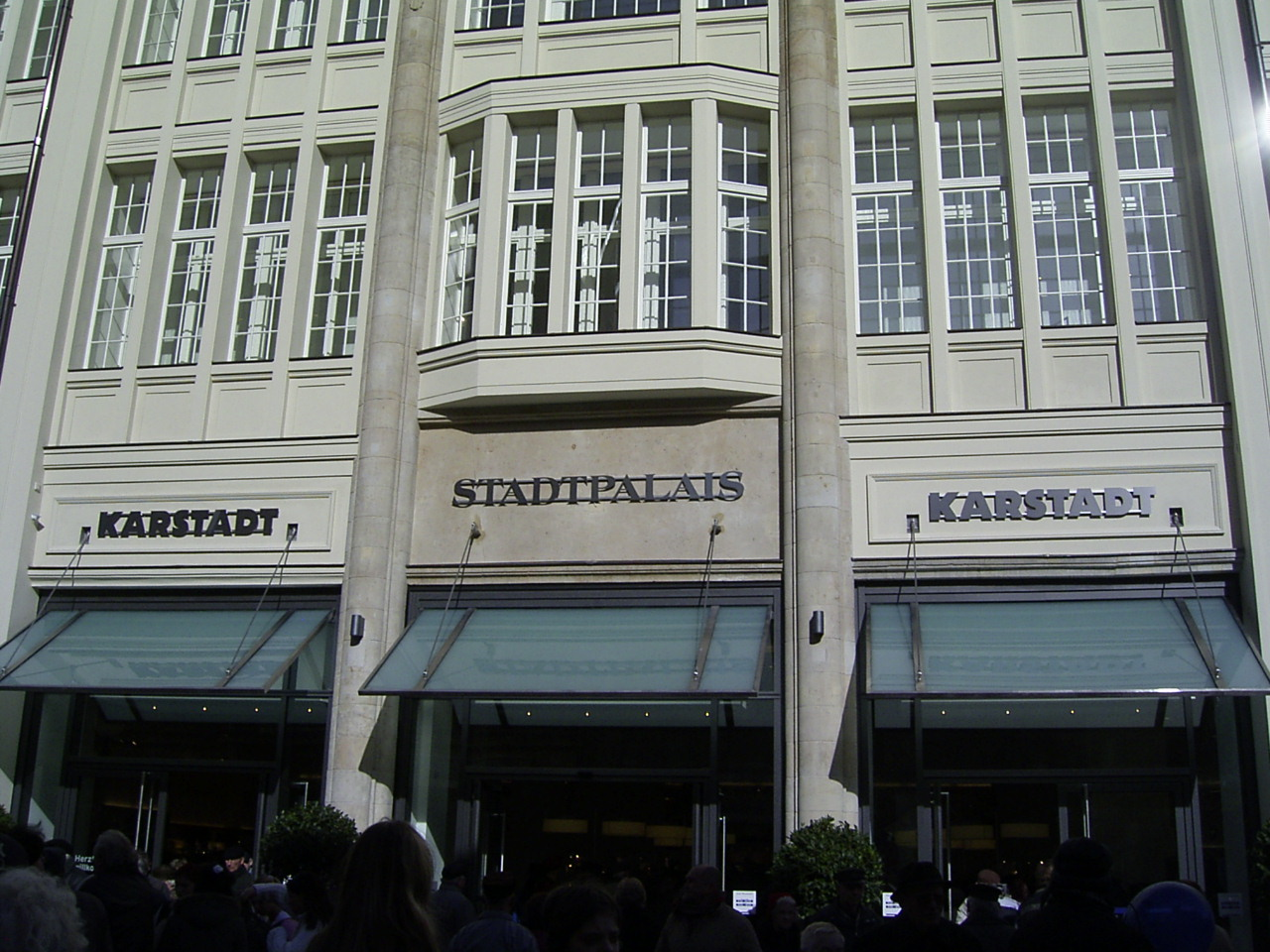
Warenhaus Potsdam

Das Warenhaus Potsdam ist ein Warenhaus im Zentrum Potsdams, Brandenburger Straße 49–52.
Das Gebäude wurde 1905 als Neubau des Warenhauses F. Schwarz errichtet. Schwarz verkaufte sein 1888 als Manufakturwarengeschäft gegründetes Einzelhandels-Unternehmen bereits 1906 an den Kaufmann Hermann Ploschitzki, der das Warenhaus unter dem alten Namen weiterführte und sich 1910 in Form einer Interessengemeinschaft zum gemeinsamen Wareneinkauf mit dem Warenhausunternehmen M. Hirsch, Lindemann & Co. des Kaufmanns Leopold Lindemann (* 1857), Brandenburger Straße 30–31 und Jägerstraße 25, gegründet von der jüdischen Bekleidungskauffrau Magda Hirsch (geb. Schwarz) zusammenschloss. Seit der Umwandlung zur Lindemann & Co. AG im Jahr 1922 wurde anscheinend auch das Potsdamer Haus auf der Brandenburger Straße 49–52 Warenhaus Lindemann genannt. 1928/1929 erhielt das Haus auf dem angrenzenden Grundstück der vormaligen Brauerei Senst einen großen Erweiterungsbau zur Jägerstraße 13/14. 1929 erfolgte die Fusion der Lindemann & Co. AG mit der Rudolph Karstadt AG, seit 1931 trug auch das Potsdamer Haus diesen Namen.
Unter Einfluss des weitgehend antimodern geprägten Kulturverständnisses des Nationalsozialismus erschien die Warenhausfassade an der Brandenburger Straße wegen ihrer Länge als maßstabssprengend und wegen ihrer vom Jugendstil beeinflussten Bauzier als unpassend zur vom Biedermeier bzw. vom Klassizismus geprägten Potsdamer Baukultur. Während die Dimensionen des Gebäudes nicht ohne erheblich wirtschaftliche Schädigung der Eigentümer und Nutzer reduziert werden konnten, erreichte man jedoch wenigstens die Bereinigung der Fassade von den negativ beurteilten Einzelheiten: 1937 wurden alle Dekorelemente entfernt und die Dachausbauten rückgebaut.
Nach Ende des Zweiten Weltkriegs wurden die Karstadt-Warenhäuser in der Sowjetischen Besatzungszone enteignet, das Potsdamer Haus beherbergte zu Zeiten der DDR ein Warenhaus der Kette Konsument, das nach der Wiedervereinigung zunächst von der Horten AG betrieben wurde, bevor es wieder von Karstadt übernommen wurde. Nach einem Dachstuhlbrand im Jahr 1995 wurde das Haus geschlossen.
Ab Herbst 2003 wurde das leerstehende Gebäude für eine Summe von 50 Millionen Euro saniert, wobei größere Teile abgerissen und neu errichtet worden sind. Nach 16-monatiger Bauzeit eröffnete darin am 10. März 2005, dem Jahr des 100-jährigen Jubiläums, unter der Bezeichnung Stadtpalais Potsdam wieder eine Karstadt-Filiale. Bei dem Umbau blieben nur die unter Denkmalschutz stehende Fassade (weitestgehend in der vereinfachten Fassung von 1937) und der imposante Lichthof erhalten, der mit seiner farbverglasten Lichtdecke neben dem Kaufhaus Görlitz das letzte aus dieser Epoche der Warenhaus-Architektur erhaltene Bauelement seiner Art ist.